# جوزيف أسبوث
جوزيف أسبوث (بالمجرية: Asbóth József)‏ مواليد 18 سبتمبر 1917 في زومباثلي، الامبراطورية النمساوية المجرية - الوفاة 22 سبتمبر 1986 في ميونخ، ألمانيا الغربية، كان لاعب كرة مضرب مجري بدأ مسيرته كمحترف سنة 1939 وكان يلعب باليد اليمنى، اعتزل اللعب في 1957. كما أنه أحد أبطال الجراند سلام. أعلى تصنيف له في الفردي كان المركز الـ 8 في سنة 1948.

## النهائيات

### الفوز (1)
| السنة | البطولة                  | المنافس في النهائي | النتيجة في النهائي |
| 1947  | دورة رولان غاروس الدولية | إريك ستارجس        | 8–6, 7–5, 6–4      |

## روابط خارجية
- جوزيف أسبوث على موقع رابطة محترفي التنس (الإنجليزية)
- جوزيف أسبوث على موقع الاتحاد الدولي لكرة المضرب (الإنجليزية)
- جوزيف أسبوث على موقع كأس ديفيز (الإنجليزية)
- جوزيف أسبوث على موقع بطولة ويمبلدون (الإنجليزية)
- جوزيف أسبوث على موقع خلاصة التنس.كوم (الإنجليزية)